# Zootropolis 2
Zootropolis 2 (Zootopia 2) è un film d'animazione del 2025 diretto da Byron Howard e Jared Bush, prodotto da Walt Disney Animation Studios . È il 64º Classico Disney e il seguito di Zootropolis. Verrà distribuito nei cinema americani il 26 novembre 2025.

## Trama
Judy Hopps e Nick Wilde si ritrovano sulle tortuose tracce di un misterioso rettile, il serpente Gary DèSnake, che arriva a Zootropolis e mette sottosopra la metropoli dei mammiferi. Per risolvere il caso, Judy e Nick devono andare sotto copertura in nuove parti inaspettate della città.

## Distribuzione
La pellicola uscirà nelle sale cinematografiche statunitensi e italiane il 26 novembre 2025.